# 维维亚尼陨石坑
维维亚尼陨石坑（Viviani）是位于月球背面的一座小撞击坑，形成年代未知，其名称取自意大利物理学家暨数学家温琴佐·维维亚尼（1622年-1703年），1976年被国际天文学联合会正式接受。

## 描述

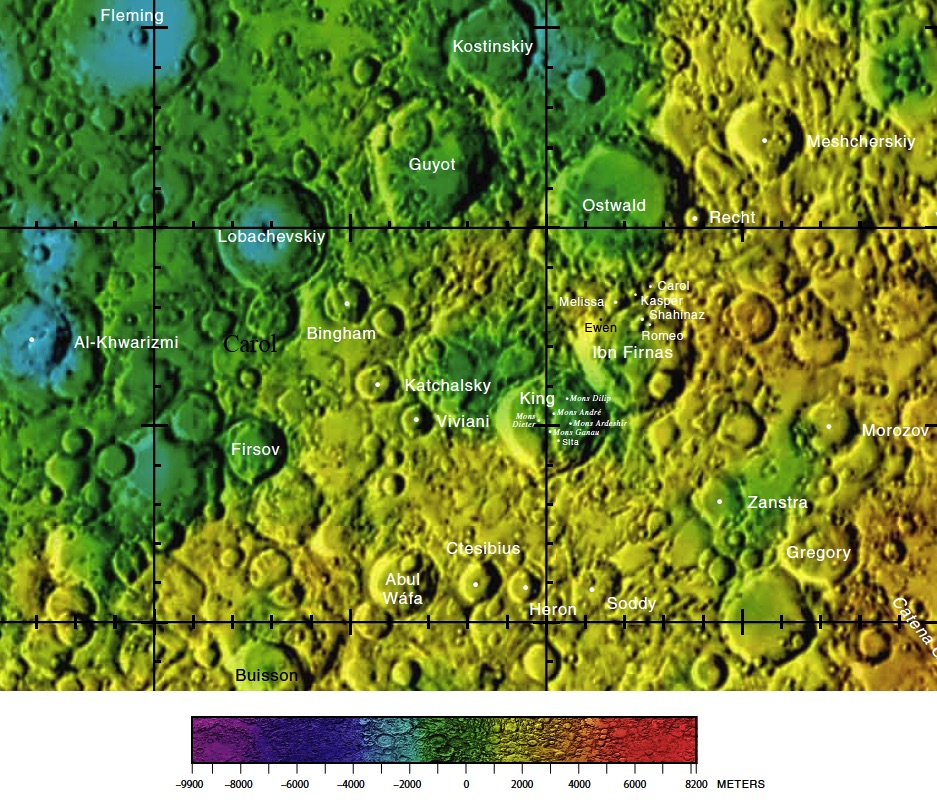
阿诺尔德环形山的周边，月球背面区域图。

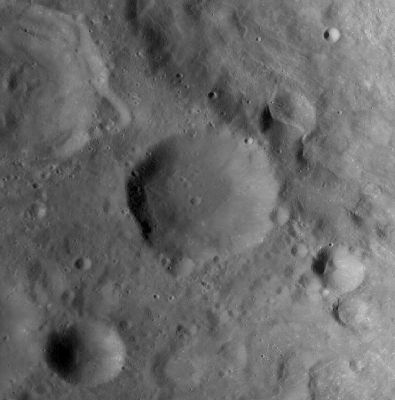
月球勘测轨道飞行器拍摄的图像

该陨坑西北靠近卡恰尔斯基陨石坑、东面毗邻醒目的金环形山，阿布·瓦法环形山和克特西比乌斯陨石坑位于它的西南、西南偏西则坐落了菲尔索夫环形山，而它的西面-由维维亚尼陨石坑、卡恰尔斯基陨石坑和菲尔索夫环形山三者围成的三角区中心分布有一处高反照率的地貌结构。陨坑中心月面坐标为5°10′N 117°09′E / 5.16°N 117.15°E，直径26.94公里，深约1.95公里。
维维亚尼陨石坑外观呈圆碗状，坑壁边缘完整清晰，陨坑内壁面平整，西南偏南侧较其它部分更宽坦。沿南侧壁横跨了一座小撞击坑，另一座小陨坑则切入在它的东侧外壁上。维维亚尼陨石坑坑壁最大高出周边地形880米，内部容积约为479.51立方千米。坑底表面较为平坦，没有其它醒目的地貌特征。

## 卫星陨石坑
按照惯例，最靠近维维亚尼陨石坑的卫星坑在月图上以字母标注在该坑中心点的旁边。

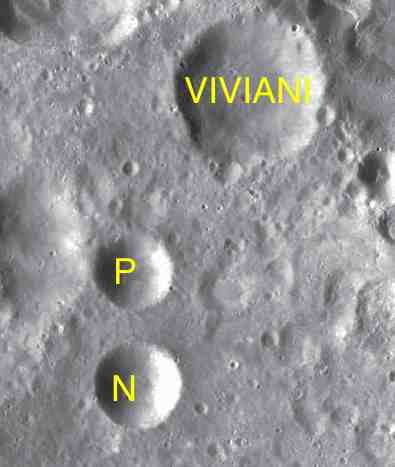
LAC-65 区域图

| 维维亚尼 | 纬度   | 经度     | 直径    |
| -------- | ------ | -------- | ------- |
| N        | 3.5° N | 116.5° E | 16 公里 |
| P        | 4.1° N | 116.5° E | 15 公里 |

## 影视作品
在英国系列侦探电视剧《危机四伏》第14集中，涉及到了维维亚尼陨石坑和另一座宾厄姆陨石坑。

## 另请参阅
- Andersson, L. E.; Whitaker, E. A. . NASA RP-1097. 1982.
- Blue, Jennifer. . USGS. July 25, 2007  [2007-08-05]. （原始内容存档于2019-12-13）.
- Bussey, B.; Spudis, P. . New York: Cambridge University Press. 2004. ISBN 978-0-521-81528-4.
- Cocks, Elijah E.; Cocks, Josiah C. . Tudor Publishers. 1995. ISBN 978-0-936389-27-1.
- McDowell, Jonathan. . Jonathan's Space Report. July 15, 2007  [2007-10-24]. （原始内容存档于2019-06-21）.
- Menzel, D. H.; Minnaert, M.; Levin, B.; Dollfus, A.; Bell, B. . Space Science Reviews. 1971, 12 (2): 136–186. Bibcode:1971SSRv...12..136M. doi:10.1007/BF00171763.
- Moore, Patrick. . Sterling Publishing Co. 2001. ISBN 978-0-304-35469-6.
- Price, Fred W. . Cambridge University Press. 1988. ISBN 978-0-521-33500-3.
- Rükl, Antonín. . Kalmbach Books. 1990. ISBN 978-0-913135-17-4.
- Webb, Rev. T. W.  6th revised. Dover. 1962. ISBN 978-0-486-20917-3.
- Whitaker, Ewen A. . Cambridge University Press. 1999. ISBN 978-0-521-62248-6.
- Wlasuk, Peter T. . Springer. 2000. ISBN 978-1-85233-193-1.